# Hrvatska zajednica Soli
Hrvatska zajednica Soli (HZS) je bila teritorijalno-administrativna zajednica hrvatskog naroda u BiH. Osnovana je siječnja 1992. godine. Nastala je okupljanjem hrvatskih sela oko Tuzle čime se mogla formirati teritorijalno mala jedinica s hrvatskom većinom. Činili su je Hrvati širega tuzlanskog prostora. Predstavljala je političko i vojno samoorganiziranje Hrvata tuzlanskog kraja zbog inertnosti središnjih bosanskohercegovačke vlasti pred imanentnim srpskim osvajačkim pohodom.
Jedan od osnivača je Ivo Andrić Lužanski.
Poslije je proglašeno ujedinjenje HZ Soli i hrvatske zajednice s područja Sarajeva (Vrhbosna) s Herceg-Bosnom. One su tad velikom vjerojatnošću ostale samo mrtvo slovo na papiru. Ipak, vojni odjel Hrvatske zajednice Soli, 115. Zrinski HVO Tuzla, kao i vojni odjel HZ Vrhbosna, bio je povezan s Hrvatskim vijećem obrane Herceg-Bosne i podčinjen Glavnom stožeru HVO-a do kraja 1993., odnosno početka 1994. godine. 115. brigada HVO prva je ustrojena vojna postrojba na području Tuzle. Prva je izvodila vojne akcije radi obrane BiH. Ideolozi iz bošnjačkog vojnog vrha po svaku su cijenu htjeli ukinuti brigadu HVO brigadu, a pripadnike preraspodijeliti u ostale tuzlanske brigade Armije. Situacije je kulminirala 1993. u vrijeme žestokih sukoba u srednjoj Bosni i u Hercegovini. Zbog loših iskustava Hrvata u Varešu i Žepču, 10. siječnja 1994., zapovjedništvo 115. brigade odlučilo se ne podrediti nego rasformirati brigadu te su položili oružje. Nakon raspuštanja atmosfera je u početku bila idilična. Vojnici HVO bratimili su se s vojnicima Armije BiH i tog 10. siječnja 1994. potpisana je Povelja o bratimljenju 115. brigade i Prve tuzlanske. Nažalost, dva mjeseca nakon bratimljenja situacija se promijenila na gore za bivše pripadnike HVO.
Soli, poput Usore, Bihaća i mnogih drugih prostora, gdje je na djelovima općina bila hrvatska većina nisu uspjeli pridružiti se Hrvatskoj zajednici Herceg-Bosni. Specifične okolnosti i vrlo neskloni stavovi muslimanskog političkog rukovodstva pridonijeli su da HZ Soli kao ni HZ Vrhbosna nisu uspjele biti realizirane kao nove općine koje bi se protezale na području koje dominantno naseljavaju Hrvati. U Solima to je trebao biti prsten hrvatskih naselja oko Tuzle, a u Vrhbosni naselja u sarajevskoj općini Ilidža-Stup, Otes, Azići, Doglodi i Bare.
Hrvatska zajednica Soli je bila vid samoorganiziranja Hrvata u obrani Bosne i Hercegovine. Predoblik je planirane hrvatske administrativne jedinice Soli. Do danas još uvijek nije prerasla u Općinu Soli.

## Vanjske poveznice
- HDZ BiH Soli
- Soli Hrvatska zajednica Soli